# Åbo svenska församling

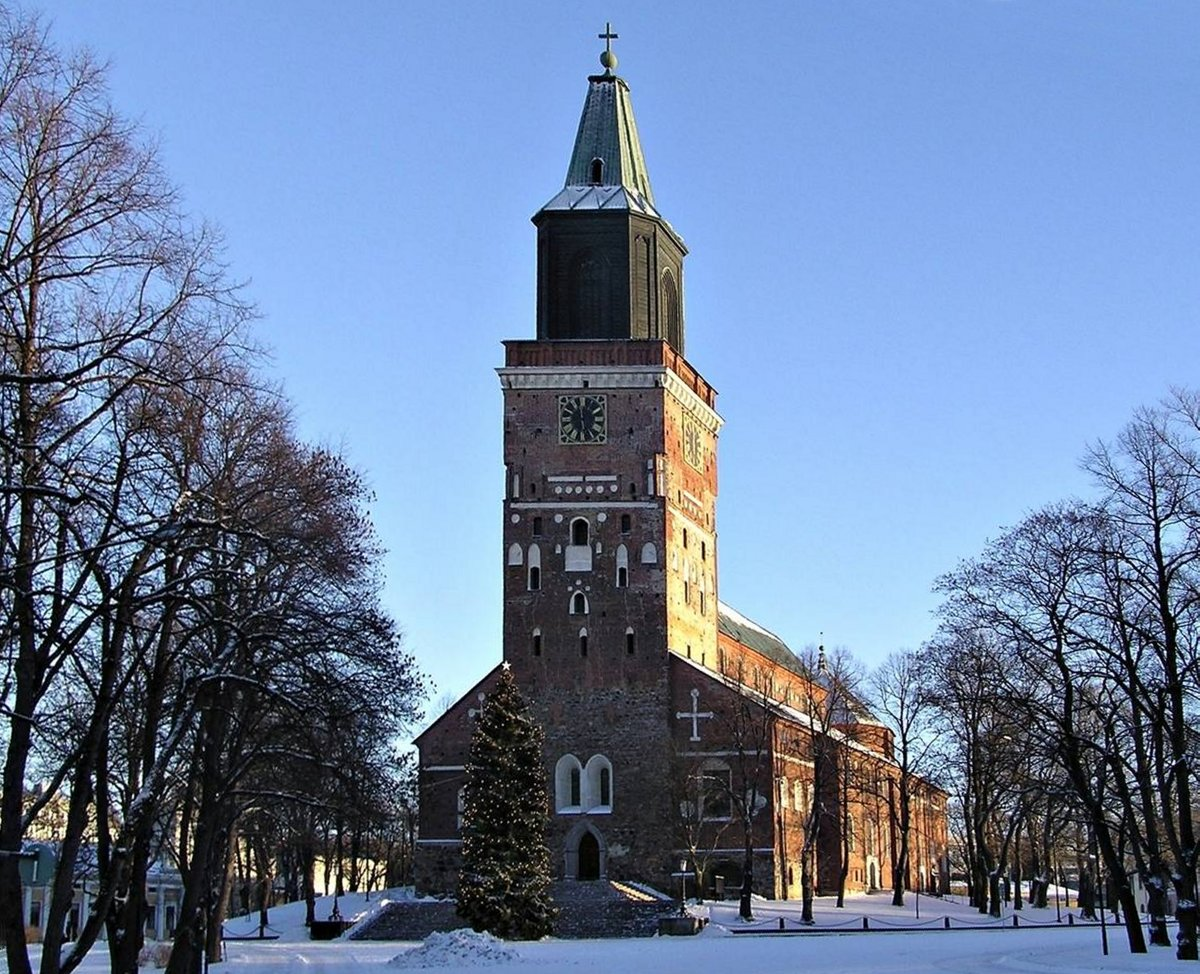
Åbo domkyrka 2004

Åbo svenska församling är en svenskspråkig evangelisk-luthersk församling inom Åbolands prosteri i Borgå stift. Församlingen samlar de medlemmar i Evangelisk-lutherska kyrkan i Finland som har svenska som modersmål och bor i Åbo och S:t Karins; de är 9 145 till antalet (08/2018).
Församlingens hemkyrka är den medeltida Åbo domkyrka.
Kyrkoherde i församlingen är Mia Bäck.

## Kyrkor och kapell i Åbo och S:t Karins

### Kyrkor
- Henrikskyrkan (1980)
- Hirvensalo kyrka (1962)
- Kakskerta kyrka (1769)
- Kråkkärrets kyrka (1997)
- Kustö kyrka (1792)
- Martinskyrkan (1933)
- Mikaelskyrkan (1905)
- Pallivaha kyrka (1968)
- Patis kyrka (1909)
- Pikis kyrka (1755)
- S:t Karins kyrka (1991)
- S:ta Katarina kyrka (medeltida)
- S:t Marie kyrka (1300-talet)
- Åbo domkyrka (1300)

### Kapell
- Helga korsets kapell (1967)
- Kärsämäki begravningskapell (1980)
- S:t Marie kapell (1892)
- S:ta Katarina jordfästningskapell (1929)
- S:t Henriks ekumeniska konstkapell (2005)
- Uppståndelsekapellet (1941)